# 路易五世·約瑟夫·德·波旁-孔代
路易五世·约瑟夫·德·波旁（Louis V Joseph de Bourbon-Condé），第八代孔代亲王1736年8月9日—1818年5月13日），法國大革命期間的流亡親王，波旁公爵的獨生子，父親於1740年死後繼承親王头衔。1792年，法国大革命期间，他主笔起草了《布伦瑞克宣言》，进一步激化了法国人的革命情绪。

## 家庭
1753年，孔代與夏洛特·德·羅昂結婚，兩人共有1子1女：
1. 路易六世·亨利（1756年—1830年）
2. 路易絲-阿德萊德（英语：Louise Adélaïde de Bourbon (1757–1824)）（1757年—1824年）